# Gottlob Siegmund von Brasch

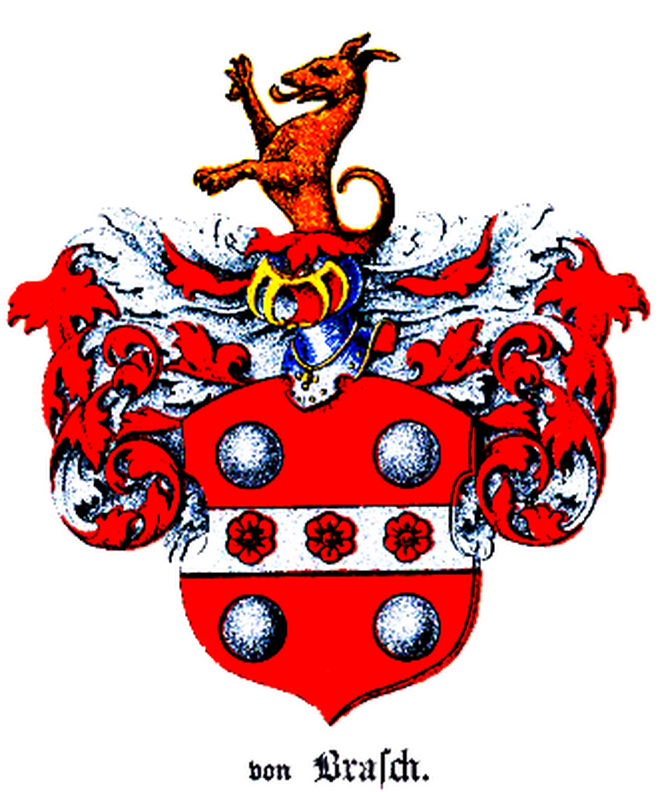
Wappen der Adelsfamilie von Brasch

Gottlob Siegmund von Brasch (* 14. Januar 1752 in Netzeband, Mecklenburg; † 31. Mai 1803 bei Libau, Lettland) war ein Jurist, der um 1770 von Mecklenburg nach Riga übersiedelte. Dort wurde er der Stammvater der deutsch-baltischen Adelsfamilie von Brasch. Er war Notar, Ratsherr in Dorpat und Hofrat in Livland.

## Leben
Gottlob Siegmund studierte 1769 an der Universität Halle und 1773 an der Universität Königsberg Rechtswissenschaft. Zwischendurch absolvierte er Reisen in Westeuropa. Um etwa 1770 übernahm er in Riga eine Tätigkeit als Rechtskonsulent und Notar. Er übersiedelte nach Dorpat und wurde 1776 Gerichtssekretärs am Vogteigericht. Von 1776 bis 1782 war er Syndikus des Stadtrats, wurde 1782 zum gelehrten Ratsherrn gewählt und trat 1783 in den Staatsdienst ein. Als Sekretär des Livländischen Kameralhofs war er von 1783 bis 1793 in Riga tätig. Danach wurde er zum Sekretär des Generalgouverneurs Fürst Nikolai Wassiljewitsch Repnin (1734–1801) ernannt und 1794 in den russischen Adelsstand erhoben. Es folgte dann eine Verwendung als Sekretär bei dem Zivilgouverneur Livlands Peter von der Pahlen (1745–1826). Ab 1795 war er Ökonomiedirektor des Kurländischen Kameralhofs in Mitau und wurde zum Hofrat ernannt, im gleichen Jahr erhielt er das kurländische und 1797 das livländische Indigenat. Ebenso wurden er und alle Mitglieder seiner Familie, unter der Registrierungsnummer 252, in die Livländische Ritterschaft immatrikuliert. 1799 war er stellvertretendes Mitglied der Livländischen Ritterschaft im Gründungskuratorium der Universität Dorpat
Er war von 1790 bis 1796 Pfandbesitzer und dann Eigentümer des Gutes Rasin und seit 1800 der Pfandbesitzer der Güter Ropkoy und Renningshof (beide bei Dorpat) in Livland. Auf einer Rückreise von Königsberg in Preußen nach Riga starb er am 31. Mai 1803 bei Libau.

## Herkunft und Familie
Gottlob Siegmund war der Sohn des Kuno Jakob Brasch, der als Amtmann in Hoppenrade tätig war. Seine Mutter war Katharina Dorothea Georgi. Gottlob heiratete 1778 Charlotte Amalie Stockenberg (* um 1754 in Teilitz; † 1802 in Ropkoy), eine Urenkelin des Bildhauers Johann Gustav Stockenberg. Ihre Nachkommen waren:
- Konrad Siegmund von Brasch (* 1779 in Dorpat; † 1835 in Aya), Herr auf Ropkoy, Renningshof und Aya, Hofgerichtsassessor, Landrat ⚭ Alexandra Katharina Gräfin von Dücker (1786 – 1846)
- Dorothea Amalie von Brasch (1781 – 1849) ⚭ Karl Gustav von Stackelberg (1780 – 1806)
- Luise Carlotte von Brasch (1783 – 1861) ⚭ Viktor Philipp Volmerange-Helmund († 1835), Konsul in Riga
- Karoline Sophie von Brasch (1784 – 1785)
- Karl Christoph von Brasch (* 1787 in Riga; † 1835 in Rom) ⚭ Anna Bianchini († um 1830)

## Auszeichnungen
- Kaiserlich Russischer Orden des Heiligen und Apostelgleichen Großfürsten Wladimir 4. Klasse[7][8]